# Stefan Demert
Stefan Demert (Nyköping, 15 de diciembre de 1939 – 9 de julio de 2018) fue un cantante y compositor sueco.
Su álbum de debut fue Visor för smutsiga öron de 1970, al que le siguió Marsch på er alla pannkakor.
Sus canciones más conocidas se incluyeron en ”Balladen om den kaxiga myran”, ”Till SJ” y ”Anna Anaconda” en el que cantaba junto con su esposa en ese momento, la actriz y cantante Jeja Sundström. Muchas de sus canciones estuvieron en la lista del Svensktoppen en la década de los 70. Demert, Sundström, Sid Jansson y Björn Ståbi formaron el grupo Visor & bockfot por el que hiceron giras por toda Suecia.
Demert recibió el Premio Nils Ferlin en 2000 y el Premio Ulf Peder Olrog en 2004.

## Discografía
- 1970 – Visor för smutsiga öron
- 1971 – Marsch på er alla pannkakor
- 1973 – Den siste ornitologen
- 1975 – Jeja & Stefan, with Jeja Sundström
- 1978 – Sidensammetrasalump, with Jeja Sundström
- 1981 – Till Anna, with Jeja Sundström
- 1985 – En afton i Ulvesund - Ord och inga visor
- 1993 – Katten och andra visor
- 2006 – 20 bästa
- 2014 – Till Carina